# Larry Mullen Jr
Lawrence "Larry" Joseph Mullen Jr, född 31 oktober 1961 i Artane, Dublin, är en irländsk rockmusiker. Han spelar trummor i U2. Lever ihop med Ann Acheson med vilken han har tre barn: Aaron Elvis (född i oktober 1995), Ava (född i december 1998) och Ezra (född i februari 2001).

## Biografi
Larry är ett av tre syskon och ende son till Maureen och Lawrence Mullen Sr. Han växte upp i Artane i norra Dublin. Började ta pianolektioner vid åtta års ålder, men ville efter ett år prova att spela trummor istället. 1974 började han spela i Artane Boys Band, och senare i Post Office Workers Union Band. I gymnasiet ville Larry starta sitt eget popband. Han satte upp en lapp på anslagstavlan där han bad intresserade att komma till hans hus efter skolan. (Se vidare U2.) 
Larry hade en tragisk uppväxt. Hans syster Mary dog när han var sex och vid sjutton års ålder dog hans mor i en trafikolycka. Hans karriär som trummis har inte heller varit smärtfri. Före en konsert i San Francisco i mars 1985 kördes han till sjukhus med akuta smärtor i sin vänstra hand. Diagnosen blev tendinit - en inflammation i handens senor. Tendiniten visade sig vara kronisk, vilket ett tag hotade Larrys trumkarriär. Numera använder han specialutformade trumpinnar för att motverka problemet. Han har också haft problem med en diskförskjutning i ryggraden, något han åtgärdar genom ett speciellt träningsprogram för musklerna i ryggen.
I slutet av 70-talet ansågs Larry av många vare den svaga länken i U2, och CBS vägrade skriva ett skivkontrakt med bandet så länge Larry var kvar. Vid olika tillfällen tog han trumlektioner men har alltid sagt att hans stil är omöjlig att lära ut - att det är känsla och instinkt som leder hans spel; "Jag gör bara vad jag gör." 
På något sätt har Larry ändå alltid varit ryggraden i U2, från gymnasiet och fram till idag. Han har alltid varit den tystaste medlemmen utåt sett i bandet, och låter helst de övriga ge intervjuer och tala på presskonferenser. Däremot har det oftast varit Larry som satt ner foten när idéer har blivit svårarbetade eller bandet har varit på väg att förlora kontrollen över sin musik. I slutet av Lovetown Tour sade han att om det skulle fortsätta på samma vis så ville han inte vara med längre. "Det hade blivit väldigt seriöst, väldigt hårt arbete", sade han. "Och inte särskilt roligt. Det hade inget med musiken att göra. Det hade att göra med att gå upp och gå till jobbet."
Larry har en stor passion för motorcyklar. Under Zoo TV Tour körde han över 10 000 mil på sin Harley Davidson mellan de städer där U2 spelade. Bland övriga intressen finns karate, rugby och att sjunga karaoke. Dessutom är han en stor fotbollssupporter. 1990 var han med och skrev och det irländska fotbollslandslagets VM-låt Put 'Em Under Pressure, som fortfarande är den mest sålda singeln någonsin på Irland. Utöver U2 har Larry arbetat med artister som B.B. King, Daniel Lanois, Emmylou Harris, Nanci Griffith och Nancy Sinatra. Han har också tillsammans med Adam Clayton gjort en ny version av ledmotivet till filmen Mission: Impossible.
Han håller hårt på sitt privatliv och vill vara känd enbart för sin musik och medverkan i U2.